# Challenge-Cup 1897
La prima edizione della Challenge-Cup nacque da un'idea dell'inglese John Gramlick, uno dei fondatori della squadra che si laureò campione; benché fosse aperta a tutto il territorio dell'Impero austro-ungarico, vi parteciparono esclusivamente società sportive viennesi.

## Tabellone e Risultati
Di seguito il tabellone ed i risultati della competizione.

### Tabellone
|  | Semifinali              | Semifinali              | Semifinali       |                  |                | Finale         | Finale | Finale |  |
|  |                         |                         |                  |                  |                |                |        |        |  |
|  | FC Wiener 1898          | FC Wiener 1898          | 5                |                  |                |                |        |        |  |
|  | FC Wiener 1898          | FC Wiener 1898          | 5                |                  |                |                |        |        |  |
|  | Rasenspielclub Training | Rasenspielclub Training | 0                |                  |                |                |        |        |  |
|  | Rasenspielclub Training | Rasenspielclub Training | 0                |                  | FC Wiener 1898 | FC Wiener 1898 | 0      |        |  |
|  |                         |                         |                  |                  | FC Wiener 1898 | FC Wiener 1898 | 0      |        |  |
|  |                         |                         | Vienna Cricketer | Vienna Cricketer | 7              |                |        |        |  |
|  | Vienna Cricketer        | Vienna Cricketer        | Vienna Cricketer | Vienna Cricketer | 7              | 3              |        |        |  |
|  | Vienna Cricketer        | Vienna Cricketer        |                  |                  |                |                |        |        |  |
|  | First Vienna            | First Vienna            | 2                |                  |                |                |        |        |  |

### Semifinali
| Vienna 14 novembre 1897 | FC Wiener 1898 | 5 – 0 | Rasenpielclub Training | Parco Forstwiese |

| Vienna 15 novembre 1897 | Vienna Cricketer | 3 – 2 | First Vienna | Parco Jesuitenwiese |

### Finale
| Vienna 21 novembre 1897, ore 15:30 UTC+1 | FC Wiener 1898 | 0 – 7 | Vienna Cricketer | Parco Forstwiese |